# Ferde
Ferde AS är en norsk vägtullsoperatör som ägs av Agder, Rogaland och Vestland fylkeskommuner. Företaget bildades 5 oktober 2016 och har huvudkontor i Bergen. Företaget hette Sørvest Bomvegselskap AS fram till 1 januari 2018.
Alla vägtullar i Norge har en vägtullsoperatör som ansvarar för finansieringen av vägprojektet. Rätten att kräva betalning av vägtullar beviljas när ett vägtullsavtal ingås med Statens vegvesen. Ferde är en av de regionala vägtullsoperatörer som har etablerats till följd av Regeringen Solbergs vägtullsreform, där sammanslagning av vägtullsoperatörerna till fem regionala bolag är en del. Regeringen signerade nytt avtal med Ferde den 24 november 2017.
Alla Ferdes betalstationer är numer anpassade för automatisk betalning, och man använder ett system som går under namnet AutoPASS där man har en transponder i bilen. Innehavare av giltig AutoPASS eller annan Easygo-transponder (till exempel Brobizz) kan använda den för automatisk betalning i Autopass betalstationer genom Easygo-samarbetet.

## Projekt
22 existerande företag och projekt har blivit överförda till Ferde i samband med skapandet av företaget. Vidare ska alla nya vägtullsprosjekt i regionen läggas i Ferde.

### Projekt i regionen
- Askøypakken
- Austevollbrua
- Bomringen i Bergen
- Bomringen i Kristiansand
- Bymiljøpakken Nord-Jæren
- Bømlopakken
- E18 Tvedestrand - Arendal
- E134 Åkrafjorden
- Finnfast
- Førdepakken
- Fv.45 Gjesdal
- Hardangerbrua
- Haugalandspakken
- Jondalstunnelen
- Kvammapakken
- Nordhordlandspakken (Från 2019-12-01)[6]
- Rogfast
- T-sambandet
- Vossapakko